# Arbaoua
Arbaoua (en àrab عرباوة, ʿArbāwa; en amazic ⵄⵕⴱⴰⵡⴰ) és una comuna rural de la província de Kénitra, a la regió de Rabat-Salé-Kenitra, al Marroc. Segons el cens de 2014 tenia una població total de 32.690 persones.